# Heraltice
Heraltice település Csehországban, a Třebíči járásban. Heraltice Kněžice, Pokojovice, Zašovice, Okříšky és Předín településekkel határos. Lakosainak száma 381 fő (2024. január 1.).

## Népesség
A település lakosságának változását az alábbi diagram mutatja:
| Lakosok száma | 534  | 481  | 523  | 470  | 431  | 376  | 363  | 351  | 362  | 381  |
|               | 1869 | 1890 | 1921 | 1950 | 1980 | 2001 | 2017 | 2019 | 2022 | 2024 |